# Tom Old Boot
Tom Old Boot (nain grotesque) va ser un curtmetratge mut francès del 1896 dirigit per Georges Méliès. Va ser venut per la Star Film Company de Méliès i és la pel·lícula número 75 als seus catàlegs.
Tot i que no en sobreviu cap sinopsi, la pel·lícula sembla haver captat una actuació de Tom Old Boot, un animador baixet d'alçada, que va tocar a l'escenari de Méliès, el Théâtre Robert-Houdin, com un "nain americain". La revista La Vie Parisienne va informar que Tom Old Boot tocava al Teatre Robert-Houdin a finals de desembre de 1895, a les matinades de dijous i diumenge. S'informa que les actuacions van ser un gran èxit, procovant moltes rialles, especialment dels nens del públic. El diari Le Petit Parisien va informar sobre les actuacions de març de 1896 al Robert-Houdin i va anomenar Tom Old Boot un "joyeux nain comic excentric".
La pel·lícula Tom Old Boot es considera perduda.